# U Kunštátské kaple
U Kunštátské kaple je hora v Orlických horách (1042 m), 3 km západně od Orlického Záhoří, pojmenovaná podle barokní Kunštátské kaple Navštívení panny Marie, postavené roku 1760 pro dřevorubce, kteří tehdy v Orlických horách těžili dřevo pro výdřevu do kutnohorských dolů a do tavicích pecí místních skláren. Kaple stojí v sedle mezi vyšším severozápadním a nižším jihovýchodním vrcholem hory.
Vrchol a západní část kopce spadá do katastrálního území Malá Zdobnice (obec Zdobnice), východní úbočí do katastrálního území Kunštát u Orlického Záhoří (obec Orlické Záhoří), v okrese Rychnov nad Kněžnou. V sedle s kaplí je čtyřmezí, jižní část kopce spadá západní stranou do katastrálního území Velká Zdobnice (obec Zdobnice) a z východní strany do k. ú. Černá Voda u Orlického Záhoří (obec Orlické Záhoří).

## Vrchol
Vrcholovou část tvoří velmi plochý hřbet s protáhlým temenem, pokrytý převážně pasekami se zbytky smrčin. Nejvyšší bod se nachází asi 500 m SZ od Kunštátské kaple, několik desítek metrů od cesty. Po západním okraji vrcholové plošiny se táhne linie lehkého opevnění z let 1936–38, asi 100 m jižně od vrcholu leží geodetický bod.
Zhruba 800 metrů JV od hlavního vrcholu a 300 m JV od kaple se nachází nenápadná vyvýšenina, kterou autoři projektu Tisícovky Čech, Moravy a Slezska pojmenovali U Kunštátské kaple – JV vrchol (1040 m, souřadnice 50°14′46″ s. š., 16°27′10″ v. d.). Od hlavního vrcholu ji odděluje mělké sedlo ve výšce 1035 m, poblíž kterého stojí zmiňovaná kaple. Samotný vrchol je nepřístupný, protože leží na území rašeliniště PP U Kunštátské kaple.

## Přírodní památka
Mezi JV vrcholem a kaplí je vymezena Přírodní památka U Kunštátské kaple o rozloze necelé 3 ha. Předmětem ochrany je rašeliniště, tvořené jezírky v porostu rašelinné smrčiny. Cenné je zejména z floristického hlediska, vytvořilo se zde mechové a bylinné patro se zvláště chráněnými druhy typickými pro společenstva rašelinišť, jako je rosnatka okrouhlolistá, bradáček srdčitý, kyhanka sivolistá, ostřice bažinná nebo prstnatec Fuchsův. Ze živočichů se vyskytuje tyrfobiontní slíďák rašelinný.
Cílem ochranářských opatření je zachovat stávající biodiverzitu a postupně dosáhnout přirozené skladby lesních dřevin.

## Přístup
Oba vrcholy leží jen několik desítek metrů od Jiráskovy cesty, hlavní hřebenové trasy Orlických hor. Nejjednodušší přístup je od rozcestí Pěticestí, odkud je to na JV vrchol 500 m a na hlavní vrchol 1,3 km. K Pěticestí vedou kromě červeně  značené Jiráskovy cesty ještě zeleně  značená cesta z Orlického Záhoří, žlutě  značená cesta z Říček a také cyklostezky 4071  a 4307 .

## Fotogalerie

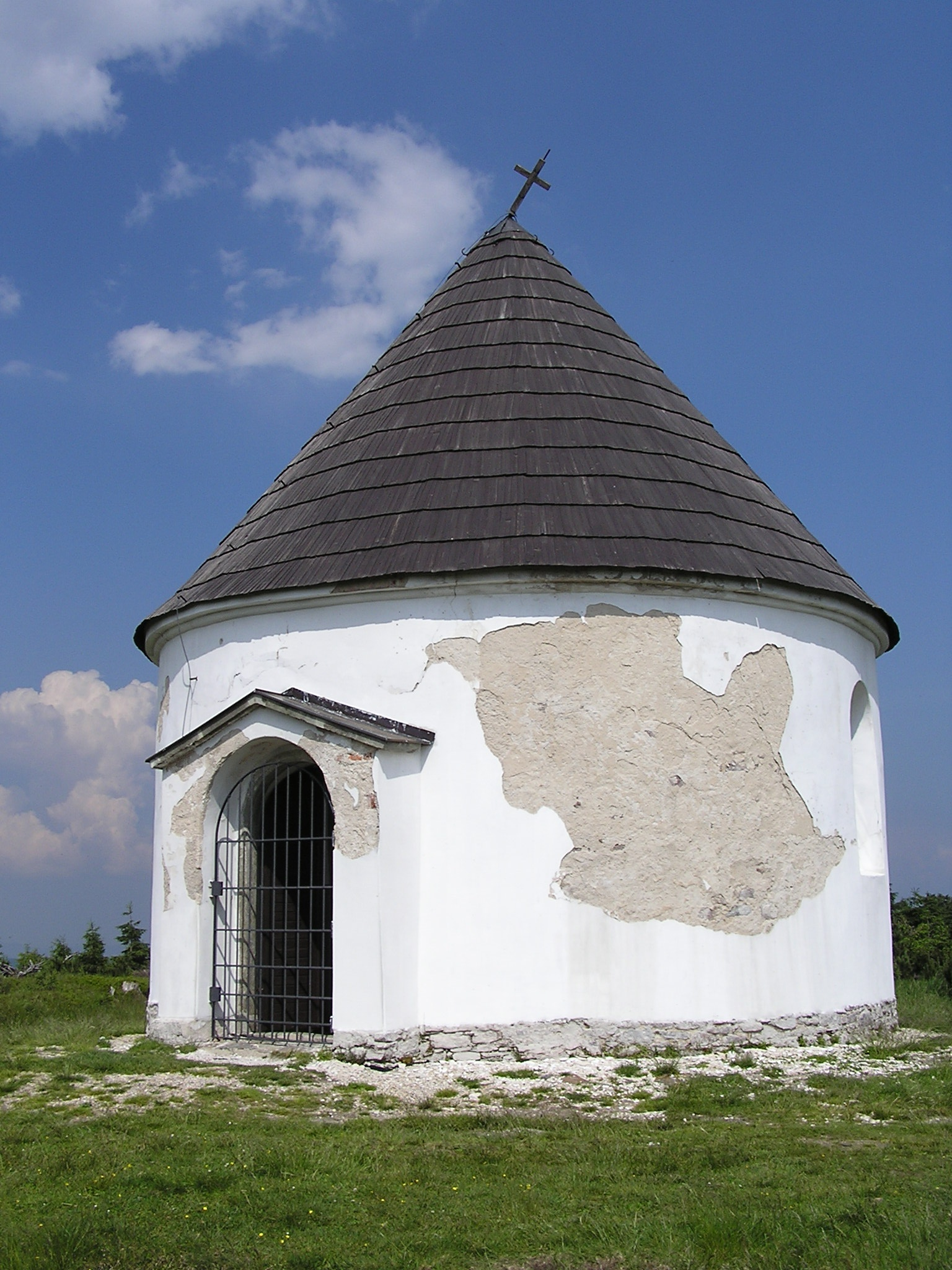
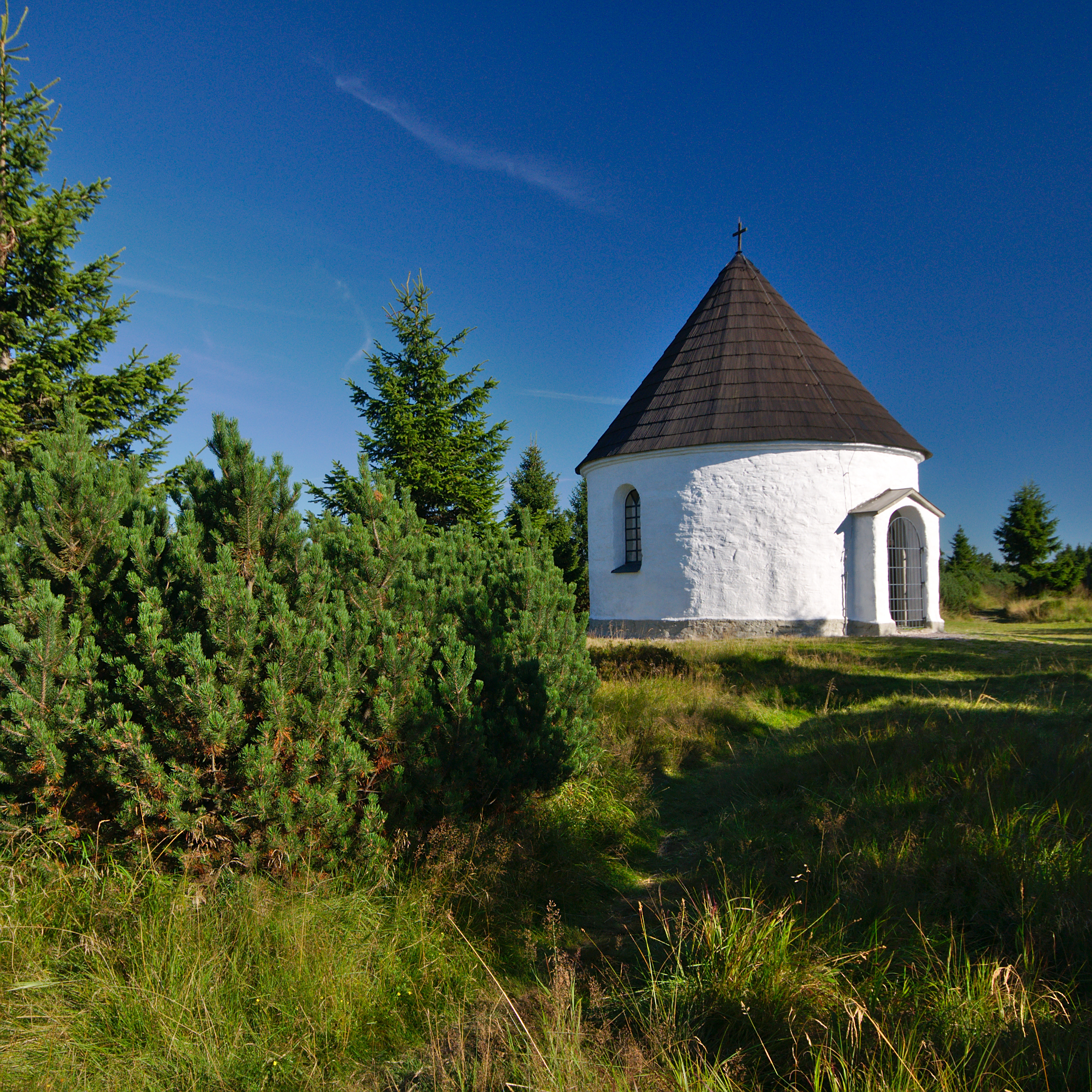
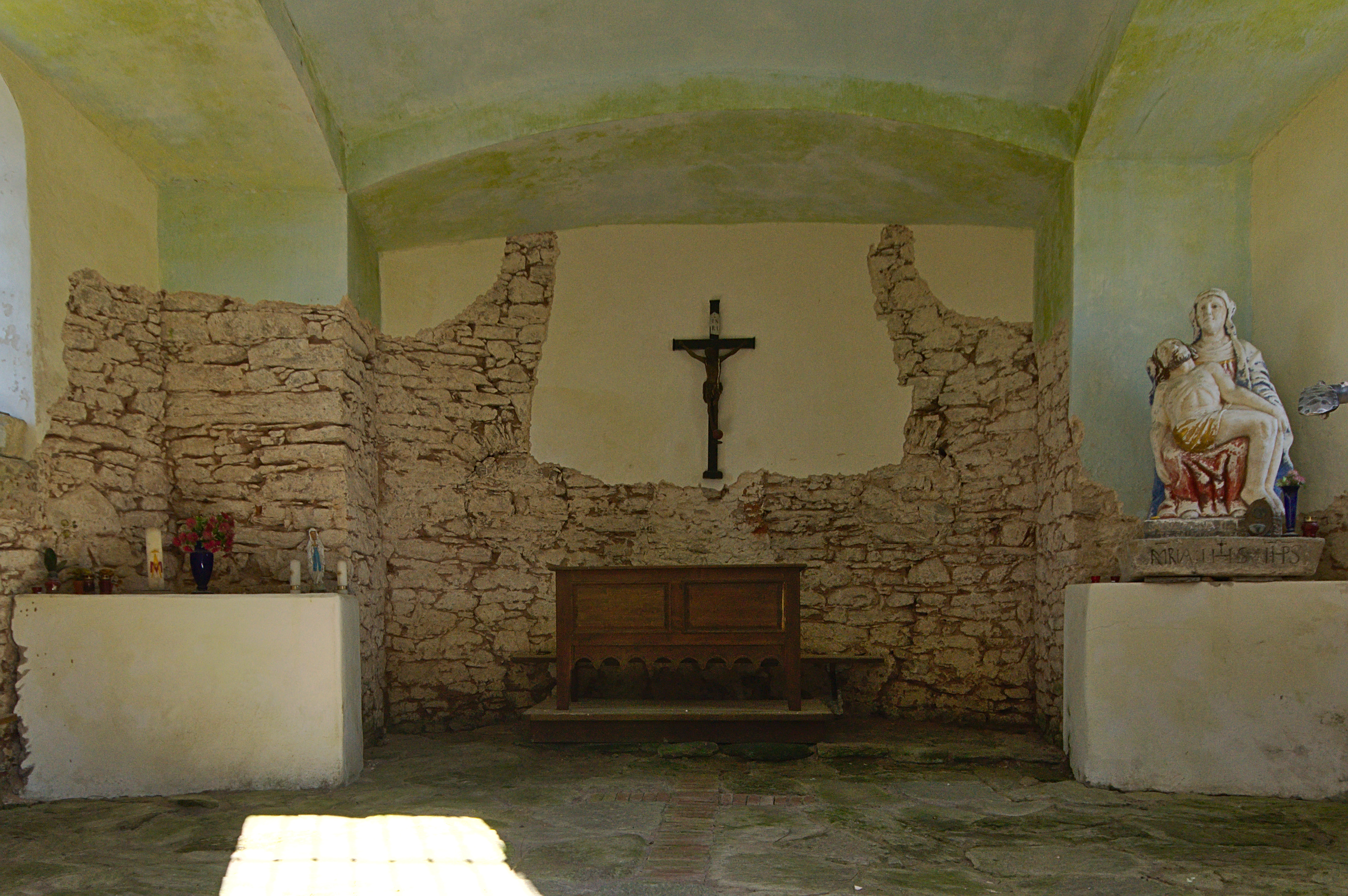
Interiér
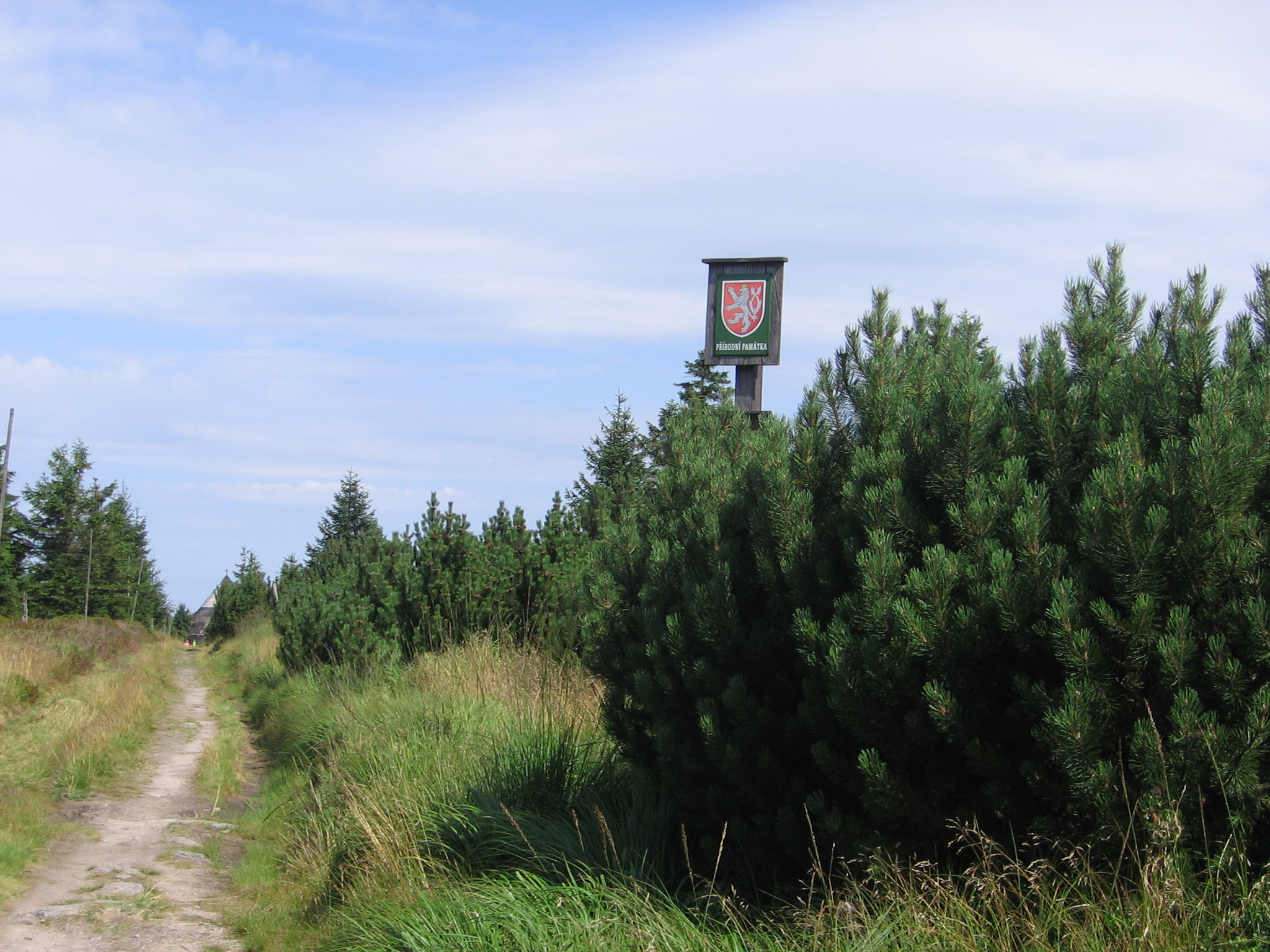
Vstup do PP U Kunštátské kaple